# Antoine Boulay de la Meurthe
Pour les articles homonymes, voir Boulay de la Meurthe, Boulay et Meurthe.
Antoine-Jacques-Claude-Joseph Boulay de la Meurthe (Chaumousey , 19 février 1761 -  4 février 1840, Paris) est un homme politique français. Il est créé comte de l'Empire en 1808.

## Biographie
Né dans une famille de laboureurs aisés de l'actuel département des Vosges, il est recueilli par son oncle, curé de Vandœuvre-lès-Nancy, fait ses études de droit à Nancy et devient avocat à Paris en 1789.

### Sous la Révolution
Au début de la Révolution, il vit à Paris et est lié à Camille Desmoulins. Revenu à Nancy, il est volontaire dans le 2e bataillon de la Meurthe en 1792 avec lequel il participe à la bataille de Valmy. Tombé malade, il est élu juge au tribunal de district de Nancy mais, destitué peu de temps après, il s'enrôle dans le 4e bataillon de la Meurthe où il participe aux combats de Wissembourg en 1793. Après avoir une nouvelle fois quitté la vie militaire, il est nommé président de ce tribunal en juin 1795.

Sous le Directoire, il est élu du département de la Meurthe au Conseil des Cinq-Cents en 1797 où il devint « l'âme » du parti modéré. Il soutient le coup d'État du 18 brumaire (9 novembre 1799), et se voue dès lors à la fortune de Napoléon Bonaparte.

### Sous le Premier Empire
Le 4 janvier 1800, Napoléon Bonaparte le nomme président de la section de législation au conseil d'État, après qu'il a refusé le ministère de la Police, et prit une part active à la rédaction du Code Napoléon ; il est fait Comte en 1808 ; fut appelé en 1810 au conseil privé, et plus tard au conseil de régence ; reçut aux Cent-Jours (1815) le titre de ministre de la Justice, fut un des rédacteurs de l’Acte additionnel aux constitutions de l'Empire, tenta vainement d'établir Napoléon II, fut exilé au retour des Bourbons en Allemagne de 1815 à 1819, rentra en 1819, mais resta dans la vie privée.

## Publications
Il publie en l'an VII (1799) un Essai sur les causes qui amenèrent en Angleterre l'établissement de la République et en 1818, le Tableau politique des règnes de Charles II et de Jacques II, ouvrages qui étaient autant des écrits de circonstance que des œuvres historiques.

## Descendance
Ses enfants sont les comtes Henri Boulay, vice-président de la République française en 1849, François-Joseph Boulay et sa fille Henriette (1809-1884) qui épouse en 1834 Louis-Jules Chodron et sera la mère d'Alphonse Chodron de Courcel, ancêtre de Geoffroy Chodron de Courcel et de Georges, ancêtre de Bernadette Chirac.

## Hommages
À Épinal, la rue Boulay-de-la-Meurthe, percée en 1881-1882,  rend hommage à Antoine Boulay de la Meurthe et à son fils Henri.